# The Mad Doctor
The Mad Doctor är en tecknad kortfilm från 1933 som ingår i Musse Pigg-serien.

## Handling

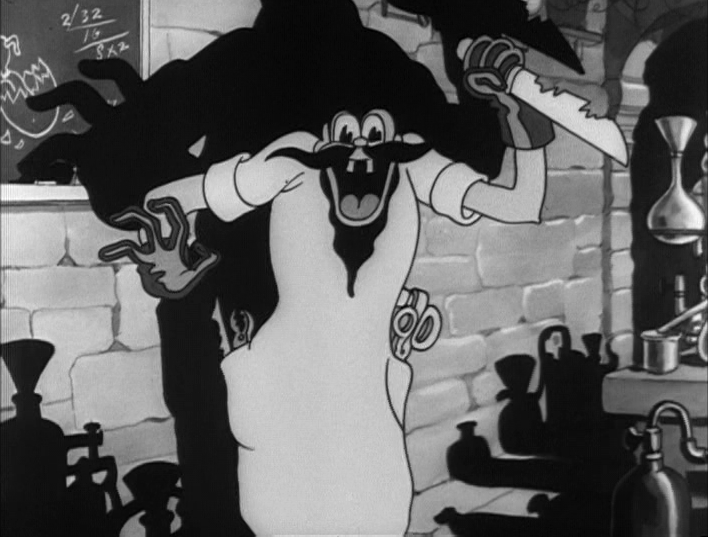
Doktorn i filmen.

Musses hund Pluto blir kidnappad av en galen doktor. Musse följer efter dem in i doktorns slott, som är fullt med fällor och levande skelett. Doktorn tänker skära av Plutos huvud och sätta fast det på en hönas kropp, för att se vad den ska få för slags avkomma. Musse tar sig igenom slottets irrgångar och hamnar till slut i en brits där han blir fastspänd. Doktorn kommer och drar i några spakar, och en cirkelsåg kommer ner från taket och är nära att skära Musse itu. Musse skriker av rädsla och han vaknar i sin egen säng. Det visar sig att det hela bara var en mardröm, och att Pluto hela tiden har varit säker i sin hundkoja.

## Om filmen
Filmen är den 52:a Musse Pigg-kortfilmen som producerades och den andra som lanserades år 1933.
På grund av att filmen ansågs vara så skrämmande, förbjöds den från att visas i Storbritannien och Nazityskland.
Doktorn och hans slott har senare förekommit i datorspelen Mickey Mania och Epic Mickey.
Filmen var länge en av få Disneyfilmer som var i public domain, senare kom även andra Disneyfilmer att hamna i public domain.